# 스벨토넥테스
스벨토넥테스(학명:Sveltonectes insolitus)는 어룡목 안공룡과에 속하는 어룡이다. 지금은 멸종된 종으로서 전체적인 몸길이가 3~5m인 거대한 어룡이다.

## 특징
스벨토넥테스(그리스어로 "기민한 수영선수"라는 뜻이다.)는 러시아 서부 울리야노프스크 지역에서 알려진 오리너구리과 어룡과의 멸종된 속이다. 스벨토넥테스는 두개골 일부를 포함한 거의 완전한 3차원 보존 골격인 완모식 IRSNB R269에서 알려져 있다. 그것은 약 1억 2천 6백만년전인 백악기 전기 바레미아 후기 울리야노프스크의 이름 없는 지역에서 처음으로 수집되었다. 보고루바우(1909)가 같은 지역에서 기술한 또 다른 해룡은 "이크티오사우루스" 기석이다. 그것은 스벨토넥테스보다 두 배 크고 튼튼한 노멘 두비움이다. 다른 안룡과와 마찬가지로 스벨토넥테스는 두개골의 코뼈에 나리스로 돌출된 부분, 나리스 가장자리의 전전두부를 형성하는 부분, 그리고 상완골 가장자리 부분의 전두부를 형성한다. 스벨토넥테스는 작고 날카로운 이빨과 매우 원시적인 프로오틱과 같은 많은 다른 특이한 특징들을 가지고 있다는 점에서 매우 독특하다. 이러한 이빨의 독특한 모양은 다른 백악기 안룡과와는 다른 먹이 습성을 가지고 있었음을 시사한다. 안룡과에서 스벨토넥테스는 애기로사우루스와 가장 가까운 관계이다. 스벨토넥테스는 발렌틴 피셔, 에드위지 마스레, 막심 S에 의해 명명되었다. 아르한겔스키, 파스칼 고데프로이트 2011년에 정식으로 발표된 모식종은 스벨토넥테스 인솔리투스이다. 총칭은 그리스어로 민첩함을 뜻하는 sbeltos(스벨토스)와 그리스어로 수영머를 뜻하는 nektes(넥테스)에서 유래했으며 작은 크기, 유선형의 두개골, 강력한 거들 근육 구조를 의미한다. 종명은 라틴어로 "비정상적"이라는 뜻의 insolitus(인솔리투스)에서 유래한 것으로 이 어룡의 특이한 이빨 형태뿐만 아니라 수많은 특이한 특징들을 언급하고 있다. 먹이로는 당대에 서식했던 물고기, 두족류, 갑각류를 주로 잡아먹고 살았을 육식성의 어룡으로 추정되는 종이다.

## 생존시기와 서식지와 화석의 발견
스벨토넥테스가 생존했었던 시기는 중생대의 백악기 전기로서 지금으로부터 1억 4500만년전~1억 2000만년전에 생존했었던 종이다. 생존했었던 시기에는 러시아와 동유럽을 중심으로 하는 북극해에서 주로 서식했었던 어룡이다. 화석의 발견은 2011년에 러시아의 백악기에 형성된 지층에서 러시아의 고생물학자들에 의하여 처음으로 화석이 발견되어 새롭게 명명된 종이다.

## 같이 보기
- 파충류
- 중생대
- 백악기
- 어룡
- 화석